# حزب‌الله لبنان
حزب‌الله لبنان سازمانی سیاسی، نظامی و اسلام‌گرای شیعه در لبنان است. حزب‌الله با الهام از ایدئولوژی اسلام‌گرایی از نظر مرجع تقلید شیعه سید روح‌الله خمینی در لبنان ظهور کرد. در زمان جنگ داخلی لبنان، حزب‌الله لبنان به کمک سپاه پاسداران انقلاب اسلامی، تعلیم نظامی داده شد و تحت حمایت مالی و سیاسی نظام جمهوری اسلامی ایران قرار گرفت. حزب‌الله لبنان، ۳ هدف اصلی را به عنوان آرمان خود اعلام کرده که عبارتند از: «محو آثار امپریالیستی غربی در لبنان، مقابله با حزب کتائب و برپایی حکومت اسلامی در لبنان. نظام جمهوری اسلامی سالیانه ۷۰۰ میلیون دلار به حزب‌الله لبنان می‌دهد. کمک‌های جمهوری اسلامی ایران به گروه‌های نیابتی‌اش یعنی حزب‌الله، حوثی‌ها، حماس و مقاومت اسلامی عراق، بیش از میلیاردها دلار بوده است؛ در حالی که مردم ایران در سال‌های اخیر با اوضاع بد اقتصادی و تورم فزاینده و چالش‌های معیشتی مواجه بوده‌اند. سید حسن نصرالله در یکی از سخنرانی‌های خود گفت: «تا زمانی که ایران پول داشته باشد، ما هم پول خواهیم داشت».
در جریان سرکوب خیزش ۱۴۰۱ ایران که با کشته‌شدن مهسا امینی در زمان بازداشت گشت ارشاد آغاز شده، روایت‌هایی از حضور مجدد نیروهای حزب‌الله و شنیده شدن مکالمه عربی نیروهای سرکوب در زمان ایستادن در برابر معترضان وجود داشت. مشابه این روایت در زمان اعتراضات به انتخابات ریاست جمهوری سال ۸۸ هم وجود داشت. حزب‌الله هرگز حضور در سرکوب شهروندان ایرانی را رد نکرده است.
در جریان اعتراضات به نتایج انتخابات ریاست‌جمهوری دهم ایران، اعتراضات دی ۱۳۹۶ ایران، اعتراضات مرداد ۱۳۹۷ ایران و خیزش ۱۴۰۱ ایران شعارهایی علیه حزب‌الله و همچنین روسیه و چین نیز سر داده شده است.
ایران سالیانه ۷۰۰ میلیون دلار به حزب‌الله لبنان می‌دهد. و حسن نصرالله گفته بود تا زمانی که ایران پول داشته باشد، یعنی ما پول داریم. در حالی که حقوق کارگران ایرانی با توجه به وضعیت بد اقتصادی بسیار ناچیز است نیروی‌های حزب‌الله ماهانه حقوق بسیار بالایی را از جمهوری اسلامی دریافت می‌کنند. سازمان اینترپل پس از حادثه بمب‌گذاری آمیا و به درخواست دولت آرژانتین، عماد مغنیه یکی از اعضای حزب‌الله را به اتهام ارتباط با این حادثه مورد پیگرد قرار داد.
اسرائیل، ایالات متحده آمریکا، آلمان، بریتانیا، کانادا، اتریش، هلند، بحرین، مصر، اتحادیه عرب، شورای همکاری خلیج فارس و استرالیا حزب‌الله را در فهرست گروه‌های تروریستی طبقه‌بندی کرده‌اند. در حالی که اتحادیه اروپا، فرانسه و نیوزیلند تنها شاخه نظامی آن را تروریستی دانسته و بین شاخه نظامی و شاخه سیاسی آن تمایز قائل می‌شوند. روسیه حزب‌الله را یک سازمان سیاسی-اجتماعی مشروع به حساب می‌آورد. چین بی‌طرف مانده، و با حزب‌الله رابطه دارد. آمریکا حزب‌الله لبنان را در ۲۷ دی ۱۳۹۸ به صورت کامل در لیست سازمان‌هایی که از نظر آمریکا تروریستی هستند، قرار داد. وزارت خارجه آمریکا در بیانیه‌ای اعلام کرد که حزب‌الله لبنان نیز همچون سازمان القاعده و «دولت اسلامی» (داعش) عملکرد تروریستی بین‌المللی دارد، و سیاست‌های مخرب جمهوری اسلامی ایران را دنبال می‌کند.
برآوردها تا سال ۲۰۱۷ میلادی نشان می‌دهد که حداکثر قابلیت حزب‌الله لبنان برای بسیج نیرو در حدود ۵۰ هزار جنگجو است.
سید حسن نصرالله پس از ترور شدن سید عباس موسوی به دست نیروهای نظامی اسرائیلی در سال ۱۹۹۲ میلادی به مقام دبیرکلی حزب‌الله لبنان رسید. سید حسن نصرالله به صورت علنی اعلام کرده است که بودجه و هزینه و خرج و خورد و خوراک و سلاح و موشک‌های حزب‌الله از جمهوری اسلامی ایران می‌رسد.
روز ۱۸ اوت ۲۰۲۰ دادگاه بین‌المللی لاهه سلیم عیاش از اعضای حزب‌الله را به جرم ترور رفیق حریری مجرم شناخت. و در ۱۱ دسامبر ۲۰۲۰ به ۵ بار حبس ابد محکوم کرد. گزارش تحقیقی «پولیتیکو» نشان می‌دهد که حزب‌الله لبنان به عنوان یک سندیکای فعال بین‌المللی قاچاق مواد مخدر، قاچاق اسلحه و پولشویی عمل می‌کند.
کمی پس از حمله حماس به اسرائیل در ۷ اکتبر ۲۰۲۳، حزب‌الله شروع به پرتاب راکت به شمال اسرائیل کرد، با هدف تحت فشار قرار دادن اسرائیل که در حال آماده‌سازی پاسخ خود به حماس در غزه بود، با ایجاد درگیری در دو جبهه. حزب‌الله اعلام کرده است که تا زمانی که اسرائیل عملیات خود را در غزه متوقف نکند، به حملات خود ادامه خواهد داد. در ۲۷ سپتامبر ۲۰۲۴، نیروی هوایی اسرائیل (هِل آویر) یک حمله هوایی به مقر مرکزی حزب‌الله واقع در محله حاره حریک، در حومه ضاحیه، بیروت انجام داد. سید حسن نصرالله، دبیرکل حزب‌الله لبنان در این حمله کشته شد. اکنون نعیم قاسم رهبری این سازمان را بر عهده دارد.

## تاریخچه
هستهٔ اولیه حزب‌الله و ساختار تشکیلاتی آن متشکل از اسلام گرایان، نیروهای حزب الدعوه به رهبری محمدحسین فضل‌الله، شاخه دانشجویی حزب الدعوه، مسئولان جنبش امل، اعضای جنبش فتح به رهبری ابو جهاد (خلیل الوزیر) و تمام گروه‌ها و جریان‌هایی که از انقلاب اسلامی ایران و سید روح‌الله خمینی تأثیر گرفته بودند شکل گرفت. نخستین دبیرکل حزب‌الله صبحی طفیلی بود که بعد از اختلاف در نحوه رابطه با ایران از سوی شورای اجرایی این مجموعه کنار گذاشته شد بعد از وی سید عباس موسوی به دبیرکلی این مجموعه انتخاب شد و بعد از ترور او صبحی طفیلی، راغب حرب، عبدالکریم عبید، سید حسین موسوی، سید حسن نصرالله، سید ابراهیم امین السید، حسین الکورانی، نعیم قاسم، محمد یزبک، حسین خلیل، محمد رعد و محمد فنیش از جمله افرادی بودند که از حزب الدعوه و جنبش امل وارد حزب‌الله شده و سید حسن نصرالله به دبیرکلی این مجموعه انتخاب شد.
سید حسن نصرالله، دبیرکل حزب‌الله لبنان در اولین سالگرد جنگ اسرائیل و لبنان، در مصاحبه اختصاصی با صدا و سیمای جمهوری اسلامی اعلام کرد که در طول جنگ از «سرپرست و رهبرش»، سیدعلی خامنه‌ای «رهنمود و راهنمایی» دریافت می‌کرده است.

## دبیران کل و فرماندهان
کلیدی‌ترین افراد حزب‌الله در حال حاضر نعیم قاسم و صبحی طفیلی هستند.

### محمد الکوثرانی
محمد الکوثرانی یک رهبر ارشد نیروهای حزب‌الله در عراق است و بعد از کشته شدن قاسم سلیمانی در ماه ژانویه بخشی از کارهای هماهنگی سیاسی گروه‌های شبه نظامی همسو با ایران که سابقاً سلیمانی سازماندهی می‌شد، را به عهده گرفته است. او در این موضع مسئولیت اقدامات گروه‌هایی که خارج از کنترل دولت عراق عمل می‌کنند، را تسهیل می‌کند. کوثرانی به‌عنوان یک عضو شورای سیاسی حزب‌الله تلاش کرده منافع حزب‌الله در عراق، از جمله تلاشهای حزب‌الله برای ارائه آموزش، پول، حمایت سیاسی و لجستیک برای گروه‌های شورشی شیعه عراق، را پیش ببرد.

## نیروی نظامی
حزب‌الله یک نیروی شبه‌نظامی است که به سلاح‌های سبک همچون تفنگ‌های اتوماتیک، خمپاره، آرپی‌جی و راکتهای کاتیوشا مسلح است و گاهی از راکت‌های خود برای بمباران شهرهای شمال اسرائیل استفاده می‌کند. به گفته مقامات نظامی آمریکایی آن‌ها راکت‌های خود را با راکت‌اندازهای چندتایی نصب شده بر روی کامیون شلیک نمی‌کنند بلکه معمولاً آن‌ها را از لانچرهای ثابت و با استفاده از کنترل راه دور شلیک می‌کنند تا خدمهٔ آتش آن‌ها از آتش ضد توپخانه اسرائیل در امان باشند. با این حال گزارش‌هایی هم از وجود سیستم‌های راکت‌انداز چندلوله‌ای متحرک منتشر شده است از جمله راکت‌اندازهای فجر-۳ ساخت ایران که بر روی کامیون‌های ایسوزو ژاپنی نصب شده‌اند.
منابع اسرائیلی بارها از انتقال راکت‌های دوربرد از جمله انواع ۲۴۰ میلی‌متری راکت معروف ب‌ام-۲۱ گراد و راکت‌های فجر-۳ و فجر-۵ به حزب‌الله لبنان خبر داده‌اند. گزارش‌هایی هم از انتقال موشک بالستیک کوتاه‌برد زلزال-۲ با برد ۱۱۵ کیلومتری و کلاهک ۶۰۰ کیلوگرمی منتشر شده است. در سال ۲۰۰۴ رئیس سازمان اطلاعات نظامی اسرائیل اعلام کرده حزب‌الله ۱۳ هزار راکت در اختیار دارد که بیشتر آن‌ها برد ۲۵ کیلومتری داشته و حدود ۵۰۰ عدد از آن‌ها برد ۴۵ کیلومتری (فجر-۳) و ۷۵ کیلومتری (فجر-۵) و چند ده عدد هم برد ۱۱۵ کیلومتری (زلزال-۲) دارند. البته سیستم‌های دوربرد مکانیسم هدف‌گیری نسبتاً پیچیده‌ای دارند و استفاده مؤثر حزب‌الله از آن‌ها بدون کمک مستقیم نیروهای سپاه پاسداران بعید به نظر می‌رسد. در سال ۲۰۰۶ یک مقام ارشد اطلاعاتی نظامی اسرائیل به کمیسیون روابط خارجی و دفاعی کنست مجلس اسرائیل گفت که حزب‌الله هزاران راکت با برد ۲۰ کیلومتری و حدود ۱۰۰ راکت با برد ۴۰ تا ۷۰ کیلومتری در اختیار دارد. در ۱۳ ژوئیه ۲۰۰۶ نیروهای حزب‌الله یک راکت ۳۳۳ میلی‌متری با کلاهک ۱۰۰ کیلوگرمی و برد ۱۳ کیلومتری را به سوی اسرائیل شلیک کردند. آن‌ها این راکت را رعد-۱ نامیدند که به نظر می‌رسد همان راکت شاهین-۱ ساخت ایران باشد. در ۲۸ ژوئیه ۲۰۰۶ حزب‌الله هفت راکت دوربرد را به سوی شهر آفولا در شمال اسرائیل شلیک کرد که به خارج از شهر برخورد کرده و هیچ کشته و مجروحی نداشت. حزب‌الله این راکت را خیبر-۱ معرفی کردند که به نظر می‌رسد نام دیگر راکت فجر-۵ باشد. دبیرکل حزب‌الله در یک سخنرانی اذعان کرد: از کریات شمونه تا ایلات در برد موشک‌های مقاومت اسلامی لبنان قرار دارد. این ادعا احتمال این که حزب‌الله موشک‌های با برد بیش از ۴۰۰ کیلومتر را در اختیار داشته باشد قوی تر کرد.
ایران همچنین پهپادهای غیرمسلح مهاجر-۴ را هم در اختیار حزب‌الله قرار داده است. در نوامبر ۲۰۰۴ حزب‌الله یک فروند هواپیمای بدون سرنشین را به سوی اسرائیل به پرواز درآورد که پس از گذشتن از فراز شهر نهاریا در آب‌های سرزمینی لبنان سقوط کرد. در سال ۲۰۰۶ هم حزب‌الله یک کشتی موشک‌انداز کلاس ساعر-۵ اسرائیل را هدف قرار داد که به مرگ یک ملوان اسرائیلی انجامید. ابتدا تصور می‌شد یک پهپاد حامل بمب به کشتی برخورد کرده اما بعداً مشخص شد که از مدل تولید ایران موشک کروز سی-۸۰۲ (با نام ایرانی موشک نور) برای حمله استفاده شده است. نیروهای حزب‌الله هم‌زمان با همین حمله یک موشک ضدکشتی هدایت راداری سی-۸۰۲ را نیز به سوی یک کشتی تجاری با پرچم کامبوج که در کنار کشتی اسرائیلی قرار داشت، شلیک کردند. ۱۲ ملوان مصری این کشتی که پس از برخورد موشک به آب پریده بودند توسط کشتی‌های دیگر نجات داده شدند.
سید حسن نصرالله دبیرکل حزب‌الله لبنان طی گفتگو با شبکه المنار دربارهٔ تحولات لبنان و منطقه گفت اسرائیل نقطه ضعفی در آماده‌سازی جبهه داخلی خود برای جنگ دارد و این امر باعث شده است تا حزب‌الله بتواند امروز به شکل بهتری این جبهه را مورد هدف قرار داده تلفات بیشتری را بر آن وارد کند. به گزارش ماکو نیوز اسرائیلی نصرالله هزاران هدف را در اسرائیل بر روی نقشه نشان داد و محل استقرار اهداف راهبردی اسرائیل را از روی آن در معرض دید بینندگان گذاشت. همچنین روزنامه هاآرتص خبر داد، حزب‌الله تأکید می‌کند قادر است زیان‌های جبران ناپذیری را به اسرائیل وارد کند، زیان‌هایی که بخشی از آن متوجه جبهه داخلی خواهد شد. این گفتگو با بازتاب گسترده رسانه‌های اسرائیل مواجه شده است.
بخش نظامی حزب‌الله به عنوان شاخهٔ مقاومت اسلامی در لبنان شناخته می‌شود.

## خلع سلاح
- در گزارش منتشر شده در وبگاه سازمان ملل متحد، آنتونیو گوترش گفت: «نگهداری سلاح غیرمجاز خارج از کنترل دولت، توسط حزب‌الله و دیگر گروه‌های مسلح غیردولتی نشان‌دهندهٔ یک نقض مستمر قطعنامهٔ ۱۷۰۱ (سال ۲۰۰۶)، و یک نگرانی جدی است». در گزارشی که قرار است سه‌شنبهٔ آینده به شورای امنیت سازمان ملل ارائه شود، دبیرکل سازمان ملل آنتونیو گوترش از دولت لبنان خواست که گروه شبه‌نظامی حزب‌الله را خلع‌سلاح کند. گوترش گفت: «من دولت لبنان را فرا می‌خوانم که همهٔ اقدامات ضروری را در جهت تضمین اجرای بندهای مربوط به توافقنامهٔ طائف و قطعنامه‌های ۱۵۵۹ (سال ۲۰۰۴) و ۱۶۸۰ (سال ۲۰۰۶) انجام دهد، که به استثنا دولت لبنان، خلع‌سلاح تمامی گروه‌های مسلح در لبنان را الزامی می‌کند تا هیچ سلاح یا حوزهٔ اختیار دیگری به‌جز دولت، در لبنان نباشد».[۹۸]
- روز یکشنبه ۹ اوت صدها لبنانی در مرکز شهر بیروت، در اعتراض به مشکلات اقتصادی دست به تظاهرات زدند. معترضان همچنین خواهان خلع سلاح شبه‌نظامیان حزب‌الله شده و سطل‌های زباله را آتش زدند.[۹۹]
- به گزارش شبکه‌های اجتماعی، در فضای مجازی لبنان هشتگ خلع سلاح حزب‌الله (#نزع_سلاح_حزب‌الله) مورد توجه قرار گرفته و ترند شد.[۱۰۰]

## فعالیت سیاسی
حزب‌الله لبنان با انتشار مرام‌نامه جدیدی در سال ۲۰۰۹، صراحتاً بر اجرای یک سیستم اسلامی بر پایه رأی مستقیم مردم و نه از طریق اجبار و تحمیل، تأکید نموده است. تأکید حزب‌الله مبنی بر نبود اجبار در اسلام، نوعی انعطاف‌پذیری ایدئولوژیک جهت پذیرش اصل تغییر اولویت‌های راهبردی را به این جنبش تزریق نموده است. در همین راستا، حزب‌الله معتقد است که نیل به مردم‌سالاری مبتنی بر رضایت مردم، یکی از اصول اساسی حکومت در لبنان باقی خواهد ماند. با تأکید بر نیاز به مردم‌سالاری مبتنی بر رضایت مردم و تشکیل دولت وحدت ملی، پیام سند جدید این خواهد بود که حزب‌الله خود را یک بازیگر سیاسی عمده در لبنان به‌شمار می‌آورد و فارغ از نتایج انتخابات، حکومت باید اصل توافق با حزب‌الله را مدّ نظر قرار دهد. بر این اساس، حزب‌الله لبنان از سال ۲۰۰۹ چهره‌ای سیاسی به خود گرفت و به‌طور جدی پا به عرصهٔ رقابت‌های سیاسی گذاشت و در تمام انتخابات‌های پارلمانی و شهری لبنان حضور فعالی داشته است که برخی از آن‌ها با پیروزی و برخی نیز با شکست همراه بوده است.

### انتخابات پارلمانی ژوئن ۲۰۰۹
در انتخابات پارلمانی ژوئن ۲۰۰۹ تمامی کاندیدهای حزب‌الله به پارلمان راه یافتند اما از آنجا که متحدان آن‌ها در ائتلاف ۸ مارس موفق به کسب آرای مردم نشدند، گروه ۱۴ مارس (تحت حمایت غرب) با کسب ۷۱ کرسی پیروز انتخابات اعلام شد. اما به رغم شکست جریان ۸ مارس در این انتخابات، حزب‌الله لبنان و متحدان آن‌ها در پی سقوط دولت سعد حریری در ژانویه ۲۰۱۱ به دلیل استعفای یازده وزیر متعلق به گروه ۸ مارس، توانستند دولت را در اختیار بگیرند و تاکنون نیز که به روزهای پایانی عمر قانونی آن نزدیک می‌شویم، موقعیت سیاسی خود را حفظ نمایند.

### انتخابات سراسری ۲۰۱۸ لبنان
انتخابات سراسری لبنان می‌بایست در سال ۲۰۱۴ م. برگزار می‌شد اما عدم موفقیت مجلس در انتخاب رئیس‌جمهور، سبب شد تا دو سوم از اعضای پارلمان به تمدید این دوره از مجلس تا سال ۲۰۱۷ میلادی رأی دهند. آنگاه قرار شد انتخابات در ۲۱ مه ۲۰۱۷ میلادی برگزار شود. سرانجام انتخابات مجلس لبنان در ۶ مه ۲۰۱۸ میلادی برگزار شد.
نتایج این انتخابات نشان داد که حزب‌الله لبنان و متحدانش در مجموع کرسی‌های بیشتری را به‌دست آورده‌اند. این در حالی‌است که حزب سعد حریری یک سوم کرسی‌هایش را در این انتخابات از دست داده است. هرچند تعداد کرسی‌های حزب‌الله لبنان در مجلس تغییر چندانی نکرد، اما متحدان حزب‌الله لبنان که حامی محور مقاومت هستند، کرسی‌های بیشتری را به دست آورده‌اند.
نتایج انتخابات پارلمانی لبنان در ۲۰۲۲ نشان داد حزب‌الله و متحدانش پیروز انتخابات شدند ولیاکثریت خود در مجلس را از دست دادند.

## فعالیت‌های اجتماعی
حزب‌الله لبنان برنامه‌های توسعه اجتماعی را در میان جمعیت شیعه لبنان، که از نظر تاریخی یکی از فقیرترین و نادیده‌گرفته‌شده‌ترین جوامع در لبنان بوده است، سازماندهی کرده است. در گذشته، شیعیان به همان منابع و زیرساخت‌هایی که سایر گروه‌های مذهبی مانند سنی‌ها، دروزی‌ها و مسیحیان داشتند، دسترسی نداشتند. خدمات اجتماعی نقش محوری در برنامه‌های این حزب دارند و ارتباط نزدیکی با کارکردهای نظامی و سیاسی-مذهبی آن دارند. اندیشکده آمریکایی شورای روابط خارجی اظهار کرده است که حزب‌الله «یکی از ارائه‌دهندگان اصلی خدمات اجتماعی است و مدارس، بیمارستان‌ها و خدمات کشاورزی را برای هزاران شیعه لبنانی اداره می‌کند.» گستردگی این خدمات به حزب‌الله کمک کرده است تا به شکلی عمیق در جامعه لبنان ریشه بدواند و همچنین به ادغام آن در صحنه سیاسی لبنان کمک کرده است.

## مخالفان

### دیدگاه‌ها
- به جز در خارج لبنان این گروه منتقدانی در درون این کشور نیز دارد. برای مثال حامیان دولت فؤاد سینیوره (نخست‌وزیر پیشین لبنان) با تأکید بر اینکه فقط دولت لبنان از حق تصمیم‌گیری دربارهٔ مقابله با تهدیدهای خارجی برخوردار است، سازمان سیاسی حزب‌الله را به مثابه «دولت در دولت» و شبه نظامیان آن را «ارتش در ارتش» می‌نامند و در مجموع حزب‌الله را به دنبال کردن منافع ایران و سوریه متهم می‌کنند.[۱۱۴]
- در تاریخ ۲۸ آوریل ۲۰۰۹ میلادی، و یک ماه پیش از برگزاری انتخابات پارلمانی لبنان، بان کی‌مون، دبیرکل سازمان ملل متحد در گزارشی به شورای امنیت سازمان ملل متحد، حزب‌الله لبنان و سایر گروه‌های شبه‌نظامی را متهم به ایجاد بی‌ثباتی در این کشور کرد. بان کی‌مون، همچنین حزب‌الله لبنان را خطری برای آرامش و پیشبرد مردم‌سالاری در لبنان خواند.[۱۱۵]
- به دنبال انفجار در بیروت؛ نسبت به حزب‌الله لبنان دافعه ایجاد شده است، برای خیلی‌ها حزب‌الله تحت حمایت ایران فراتر از سیستم قدرت فرقه‌ای حاکم در لبنان می‌باشد و بنابراین لاجرم در فساد که ریشه فاجعه بندر بیروت بوده دست داشته است و مسئول کشاندن کشور به ورشکستگی می‌باشد.[۱۱۶]

### اعتراضات
بعد از انفجار بیروت حزب‌الله در کانون خشمی است که علیه طبقه حاکم کشور، منجمله از جانب تعداد فزاینده‌ای از هواداران شیعه سنتی این گروه، قرار گرفته است. تظاهرکنندگان که نسبت به فساد و بی‌مبالاتی که منجر به انفجار گردید خشمگین هستند، آدمک حسن نصرالله رهبر حزب‌الله را در میدان مرکزی شهدای بیروت دار زدند.

## اعلام حزب‌الله به عنوان گروه تروریستی
بین برخی از کشورها مانند سوریه و ایران و روسیه کشورها برسر اعلام گروه حزب‌الله لبنان به عنوان گروهی تروریستی یا یک گروه سیاسی با بقیه کشورها مانند برخی از کشورهای اروپایی و آمریکا و اتحادیه کشورهای عرب و شورای همکاری خلیج فارس اختلاف نظر وجود دارد. این در حالی است که دولت لبنان از گروه حزب‌الله به عنوان حزبی مشروع و قانونی یاد می‌کند.
سازمان اینترپل پس از حادثه بمب‌گذاری آمیا و به درخواست دولت آرژانتین، عماد مغنیه یکی از اعضای حزب‌الله را به اتهام ارتباط با این حادثه مورد پیگرد قرار داد. دادگاه عالی جنایی آرژانتین در ماه آوریل ۲۰۲۴ ایران را مسئول بمب‌گذاری آمیا دانست و گفت که این حمله توسط شبه‌نظامیان گروه حزب‌الله لبنان و در چارچوب «طراحی سیاسی و استراتژیک» ایران انجام شد.
کشورهای زیر، شاخه نظامی گروه حزب‌الله لبنان را به عنوان گروهی تروریستی شناسایی کرده‌اند.
- ایالات متحده آمریکا، هلند،[۵۴][۵۵][۵۶][۵۷] بحرین[۵۸][۵۹] مصر[۶۰] اتریش، کانادا، اتحادیه عرب[۶۱] و اسرائیل حزب‌الله را در فهرست گروه‌های تروریستی طبقه‌بندی کرده‌اند.[۶۳][۶۴][۶۵] در حالی که اتحادیه اروپا، نیوزلند تنها شاخه نظامی آن را تروریستی دانسته و بین شاخه نظامی و شاخه سیاسی آن تمایز قائل می‌شوند.[۶۶][۶۷]
- روز ۱۳ نوامبر ۲۰۱۸ آمریکا مجدداً حزب‌الله لبنان را به عنوان یک گروه تروریستی جهانی معرفی کرد و جوایزی تا ۵ میلیون دلار برای یافتن دو عضو حزب‌الله به نام‌های یوسف محمود حرب و هیثم علی طباطبایی تعیین کرد.[۱۲۵][۱۲۶][۱۲۷]
- وزیر امور خارجه بریتانیا، جرمی هانت در تاریخ ۲۵ فوریه ۲۰۱۹ در بیانیه‌ای اعلام کرد: «کشورش از لبنانی باثبات و موفق حمایت می‌کند اما نمی‌تواند زمانی که مسئله تروریسم مطرح است، از خود نرمش نشان دهد.» وی گفت: «آشکار است که تمایزی بین شاخه نظامی و سیاسی حزب‌الله وجود ندارد و با تحریم کردن حزب‌الله به هر شکل ممکن، دولت پیامی آشکار می‌دهد که فعالیت‌های بی‌ثبات‌کننده این گروه در منطقه کاملاً غیرقابل قبول و زیان‌بار برای امنیت ملی بریتانیا است.»[۱۲۸][۱۲۹]

همچنین وزیر کشور بریتانیا، ساجد جاوید گفت: «حزب‌الله همچنان به اقدامات خود برای بی‌ثبات کردن وضعیت شکننده خاورمیانه ادامه می‌دهد و ما بیش از این نمی‌توانیم تفکیکی بین شاخه نظامی تحریم‌شده این گروه و حزب سیاسی آن قائل شویم.» در ۲۵مین سالگرد حمله به مرکز یهودیان آمیا و همزمان با سفر مایک پمپئو وزیر خارجه آمریکا به آرژانتین، این کشور حزب‌الله را به عنوان سازمانی تروریستی معرفی و داراییهای این گروه را توقیف کرد. مقامات آرژانتین حزب‌الله را به انجام حمله به سفارت اسرائیل در آرژانتین، و ایران و حزب‌الله را به بمبگذاری در مرکز یهودیان در آن کشور متهم کرده‌اند.
- روز جمعه ۲۷ دی ۱۳۹۸ دولت بریتانیا کلیت تشکیلات حزب‌الله لبنان را براساس قوانین مقابله با تروریسم و تأمین مالی تروریست‌ها به عنوان یک گروه تروریستی تحت تحریم قرار داد و همچنین دارایی‌های آن را ضبط خواهد کرد. بدین ترتیب بریتانیا هم شاخه سیاسی و هم شاخه نظامی حزب‌الله را نامگذاری تروریستی می‌کند.[۱۳۲][۱۳۳]
- وزیر کشور آلمان روز ۳۰ آوریل ۲۰۲۰ اعلام کرد که آلمان تمامی فعالیت‌های گروه حزب‌الله لبنان در خاک خود را ممنوع اعلام کرده و کلیت این گروه را از این پس به عنوان سازمان تروریستی می‌شناسد.[۱۳۴]
- در اسفند ۹۴ شورای همکاری خلیج فارس این حزب را تروریستی نامید.[۱۳۵]
- روز پنجشنبه ۲۳ مرداد ۱۳۹۹ دولت لیتوانی حزب‌الله لبنان را در فهرست سازمان‌های تروریستی قرار داد. لیناس لینکویسیوس، وزیر خارجه لیتوانی اعلام کرد برخی افراد مرتبط با این گروه تحت حمایت ایران، امنیت ملی لیتوانی را تهدید کرده‌اند.[۱۳۶][۱۳۷]
- دادگاهی در شهر کلاگنفورت اتریش یک فرمانده حزب‌الله و عضوگیر اعضای جدید برای این سازمان تروریستی را به ۹ سال حبس محکوم کرد. او همچنین در آموزش‌های عقیدتی و نظامی، از جمله در ایران، شرکت داشته است.[۱۳۸]
- روز پنجشنبه اول آبان ۱۳۹۹ دولت استونی گروه شبه نظامی حزب‌الله لبنان را تحت تحریم قرار داد، این اقدام در واکنش به اقدامات تروریستی حزب‌الله اتخاذ شده است. وزیر امور خارجه استونی، اورماس رینسالو گفت: «حزب‌الله یک تهدید قابل توجه علیه امنیت بین‌المللی، و در نتیجه امنیت استونی، محسوب می‌شود.»[۱۳۹]
- دولت گواتمالا به‌طور رسمی حزب‌الله را یک سازمان تروریستی اعلام کرد. پمپئو شنبه ۳ آبان ۱۳۹۹ با صدور بیانیه‌ای از اقدام گواتمالا تقدیر کرد.[۱۴۰]
- روز سه شنبه ۱۱ آذر ۱۳۹۹ کشورهای اسلوونی و لتونی نام گروه حزب‌الله لبنان را در فهرست گروه‌های تروریستی قرار دادند. دولت اسلوونی اتخاذ این تصمیم را با استناد به اینکه فعالیت‌های حزب‌الله با «جرائم سازمان‌یافته و تروریسم» مرتبط است، خواند و دولت لتونی نیز اعلام کرد از این پس سفر اشخاص مرتبط با حزب‌الله لبنان به این کشور ممنوع می‌باشد.[۱۴۱]
- روز جمعه ۲۴ اردیبهشت ۱۴۰۰ دولت اتریش کلیت گروه حزب‌الله لبنان را ممنوع اعلام کرد. الکساندر شالنبرگ، وزیر خارجه اتریش اعلام کرد که هیچ فرقی بین شاخه نظامی و شاخه سیاسی حزب‌الله نیست.[۱۴۲]
- پس از اقدامات جنبش حزب‌الله در مقابله با اسرائیل در جریان عملیات طوفان الاقصی، اتحادیه عرب در تیر ۱۴۰۳ اعلام کرد که دیگر این جنبش را یک «گروه تروریستی» نمی‌داند. «حسام زکی» معاون دبیرکل اتحادیه کشورهای عربی، پس از بازگشت از لبنان در یک گفت‌وگوی تلویزیونی اظهار داشت: «پیش از این در تصمیمات اتحادیه کشورهای عربی، حزب‌الله به عنوان سازمان تروریستی نامگذاری شده بود و کشورهای عضو هیچ ارتباطی با آن نداشتند اما اکنون این کشورها توافق کرده‌اند که از عنوان «تروریستی» برای حزب‌الله استفاده نکنند و امکان ارتباط با این جنبش مهیا شود.»[۱۴۳][۱۴۴][۱۴۵] در این سفر، حسام زکی با «محمد رعد» رئیس فراکسیون وفاداری به مقاومت در پارلمان لبنان دیدار کرد. این اولین ارتباط میان اتحادیه عرب و حزب‌الله از بیش از ۱۰ سال گذشته تاکنون بود.[۱۴۶]

| کشورها                 | توضیحات                     | منابع   |
| ---------------------- | --------------------------- | ------- |
| استرالیا               | تمامی موجودیت حزب‌الله لبنان | [ ۱۴۷ ] |
| کانادا                 | تمامی موجودیت حزب‌الله لبنان | [ ۱۴۸ ] |
| بحرین                  | تمامی موجودیت حزب‌الله لبنان |         |
| اتحادیه کشورهای عرب    | تمامی موجودیت حزب‌الله لبنان | [ ۱۲۱ ] |
| اتحادیه اروپا          | شاخه نظامی حزب‌الله          |         |
| اسرائیل                | تمامی موجودیت حزب‌الله لبنان |         |
| ایالات متحده آمریکا    | تمامی موجودیت حزب‌الله لبنان |         |
| اتریش                  | تمامی موجودیت حزب‌الله لبنان |         |
| فرانسه                 | شاخه نظامی حزب‌الله          |         |
| شورای همکاری خلیج فارس | تمامی موجودیت حزب‌الله       |         |
| ژاپن                   | تمامی موجودیت حزب‌الله لبنان |         |
| هلند                   | تمامی موجودیت حزب‌الله لبنان |         |
| امارات متحده عربی      | تمامی موجودیت حزب‌الله لبنان |         |
| بریتانیا               | تمامی موجودیت حزب‌الله لبنان |         |
| نیوزلند                | شاخه نظامی حزب‌الله          |         |
| آرژانتین               | تمامی موجودیت حزب‌الله لبنان | [ ۱۳۱ ] |
| آلمان                  | تمامی موجودیت حزب‌الله لبنان | [ ۱۴۹ ] |
| هندوراس                | تمامی موجودیت حزب‌الله لبنان | [ ۱۵۰ ] |
| کلمبیا                 | تمامی موجودیت حزب‌الله لبنان |         |
| گوآتمالا               | تمامی موجودیت حزب‌الله لبنان | [ ۱۵۱ ] |
| لیتوانی                | تمامی موجودیت حزب‌الله لبنان |         |
| کوزوو                  | تمامی موجودیت حزب‌الله لبنان |         |
| اسلوونی                | تمامی موجودیت حزب‌الله لبنان | [ ۱۵۲ ] |
| لتونی                  | تمامی موجودیت حزب‌الله لبنان |         |
| سوریه                  | تمامی موجودیت حزب‌الله لبنان | [ ۱۵۲ ] |

## اتهام جاسوسی، خرابکاری و قاچاق سلاح به مصر
دادستانی مصر در تاریخ ۱۲ آوریل ۲۰۰۹ میلادی، با متهم کردن حزب‌الله لبنان به جاسوسی، قاچاق اسلحه و تلاش برای بی‌ثبات کردن مصر، از بازداشت گروه ۴۹ نفره‌ای خبر داد که با دستور گرفتن از سید حسن نصرالله، دبیرکل حزب‌الله لبنان، علیه امنیت ملی مصر فعالیت می‌کردند.
سید حسن نصرالله، رهبر حزب‌الله در واکنش به این دستگیری‌ها اعتراف کرد که تنها یکی از دستگیرشدگان لبنانی، به نام سامی شهاب، عضو حزب‌الله بوده و در حال انجام مأموریتی برای رساندن تدارکات نظامی به فلسطینی‌های نوار غزه بوده است. با وجود ادعای نصرالله، سامی شهاب در اعترافات خود مدعی شده که برنامه حملهٔ تروریستی در اصل «حرکتی انتقام‌جویانه در برابر کشته شدن عماد مغنیه، از رهبران نظامی ارشد گروه حزب‌الله لبنان بوده است».

## ترور رفیق حریری و دادگاه لاهه
در فوریه ۲۰۰۵ رفیق حریری نخست‌وزیر لبنان و ۲۱ نفر از نزدیکان وی در یک عملیات تروریستی بمب‌گذاری در لبنان کشته شدند، پس از ۱۵ سال روز سه شنبه ۱۸ اوت ۲۰۲۰ دادگاه بین‌المللی ویژه لبنان در لاهه سلیم عیاش از اعضای حزب‌الله را در این رابطه مجرم شناخت. قاضی دیوید ری، رئیس دادگاه لاهه، واقع در هلند گفت: «این دادگاه آقای عیاش را بدون تردید و به‌طور قطعی به عنوان یکی از عاملان ترور رفیق حریری مجرم می‌شناسد.»
روز جمعه ۱۱ دسامبر ۲۰۲۰ دادگاه بین‌المللی لاهه سلیم جمیل عیاش عضو حزب‌الله و از متهمان سوءقصد رفیق حریری را به ۵ بار حبس ابد محکوم کرد.
دادگاه بین‌المللی ویژه قتل رفیق حریری، در مرحله تجدیدنظر روز پنجشنبه ۲۶ خرداد ۱۴۰۱ دو تن از اعضای حزب‌الله لبنان به نام‌های حسن حبیب مرحی و حسین حسن عنیسی را به دلیل نقش آنها در ترور رفیق حریری و کشته شدن ۲۱ تن دیگر به حبس ابد محکوم کرد.

## انفجار بندر بیروت
به دنبال انفجار در بندر بیروت در ۴ اوت ۲۰۲۰ اتهامات زیادی علیه حزب‌الله در رسانه‌ها و منابع مختلف مطرح است:
- فاکس نیوز در گزارشی به نقل از برخی منابع نوشت، بیشتر تحرکات و اقدامات اجرایی در بندر بیروت زیر نظر و کنترل «غیررسمی» حزب‌الله قرار داشته است و احتمالاً از این بندر برای واردات اسلحه نیز استفاده شده است. این انفجار درست پیش از محکمهٔ سازمان ملل برای صدور حکم علیه حکم چهار مظنون قتل رفیق حریری که مرتبط با حزب‌الله لبنان بودند اتفاق افتاد،[۱۵۹] حسن نصرالله رهبر حزب‌الله لبنان در سخنرانی پیشین‌اش گفته بود که ما می‌توانیم انباری از مواد منفجرهٔ «آمونیاک» که در بندر حیفا (EN) در اسرائیل ذخیره شده است را با موشک‌هایمان هدف قرار دهیم و آن چنان انفجاری به وجود بیاید که اندازهٔ یک بمب اتمی قدرت تخریبی دارد.[۱۶۰]
- بلومبرگ در گزارشی با اشاره به حزب‌الله نوشت، نیترات آمونیوم در ۲۰۱۳ که از گرجستان به موزامبیک می‌رفت توسط کسی که هنوز معلوم نیست کیست به بیروت منتقل شد. عمده بندرهای بیروت در کنترل حزب‌الله است و عمده لبنانی‌ها معتقدند که نیترات آمونیوم در اختیار این شبه‌نظامیان بود. این انفجار درست پیش از محکمهٔ سازمان ملل برای صدور حکم علیه ۴ عضو فراری حزب‌الله رخ افتاد.[۱۶۱]
- روز جمعه ۷ اوت، بهاءالدین حریری، برادر سعد حریری گفت که حزب‌الله لبنان از بندر بیروت برای انبار کردن اسلحه استفاده کرده است. وی تأکید کرد همه در بیروت می‌دانند که بندر این شهر در کنترل حزب‌الله لبنان است. او گفت که حزب‌الله مسئول انباری بوده که در آن نیترات آمونیوم نگهداری شده بود.[۱۶۲] در مقابل سید حسن نصرالله، دبیرکل حزب‌الله، با تکذیب این ادعا، اعلام کرد که این حزب نه بندر بیروت را اداره می‌کند و نه چیزی در آن داشته است.[۱۶۳] اما منتقدان این حزب قبول ندارند و حزب‌الله را به چیره شدن بر برخی از مراکز مهم در لبنان، ازجمله فرودگاه بین‌المللی بندر بیروت، متهم می‌کنند.[۱۶۴]
- نشریه آلمانی دی ولت روز پنجشنبه ۲۰ اوت ۲۰۲۰ در گزارشی به قلم دانیل دیلان بومر خبر داد که براساس سندهای مشاهده شده، در سال ۲۰۱۳ و ۲۰۱۴ سه محموله نیترات آمونیوم توسط حزب‌الله لبنان سفارش داده شده و توسط سپاه قدس و زیر نظارت قاسم سلیمانی به آنها تحویل داده شده است. مقامات لبنان نیز گفته‌اند نیترات آمونیوم موجود در بندر بیروت که منفجر شد نیز به سالهای ۲۰۱۳و ۲۰۱۴ بر می‌گردد.[۱۶۵]

### انفجار انبار حزب‌الله
روز ۲۲ سپتامبر ۲۰۲۰ زاغه مهمات حزب‌الله در روستای عین قانا در جنوب لبنان منفجر شد، این زاغه در منطقه‌ای قرار داشت که حزب‌الله یک کمربند حفاظتی اطراف آن ایجاد کرده بود، این انفجار شوک جدیدی به این کشور بحران زده وارد آورد. علت انفجار مشکلات فنی ذکر شده است.

## انفجار پیجرها و بی‌سیم‌ها

### انفجار پیجرها
روز ۱۷ سپتامبر ۲۰۲۴ انفجار صدها دستگاه پیجر نیروهای حزب‌الله لبنان دستکم ۹ کشته و ۲۸۰۰ زخمی بر جای گذاشت.

### انفجار بی‌سیم‌ها
یک روز پس از انفجار پیجرها روز چهارشنبه ۱۸ سپتامبر ۲۰۲۴ بی‌سیم‌های «واکی تاکی» متعلق به اعضای حزب‌الله منفجر شد که در اثر این انفجارها تا کنون ۹ نفر کشته و ۳۰۰ نفر زخمی شده‌اند.

#### واکنش‌ها
آسیب گسترده به شبکه ارتباطی حزب‌الله لبنان در اثر انفجار پیجرها و بی‌سیم‌ها شادمانی کاربران ایرانی را در شبکه‌های اجتماعی به دنبال داشت.
به‌دنبال انفجار پیجرها، صبحی طفیلی، بنیان‌گذار و نخستین دبیرکل حزب‌الله لبنان خواستار محاکمه و مجازات و اعدام احتمالی علی خامنه‌ای رهبر جمهوری اسلامی ایران شد.

## انبار کردن سلاح و موشک در زیر ساختمان‌های غیرنظامی بیروت
شواهد جدید نشان می‌دهد که حزب‌الله در حال ساخت و انباشت سلاح و موشک‌های نقطه‌زن در زیر ساختمان‌های غیرنظامی بیروت هستند. به همین دلیل یک گروه دو حزبی از قانونگذاران آمریکا، از کاخ سفید خواسته‌اند تا برای تحریم رهبران حزب‌الله اقدام کند.

## انبار نیترات آمونیوم در اروپا
نِیتِن سِیلز، هماهنگ‌کننده مبارزه با تروریسم در وزارت خارجه آمریکا، می‌گوید گروه شبه‌نظامی حزب‌الله لبنان انبارهای حاوی نیترات آمونیوم در سراسر قاره اروپا دارد وی افزود این گروه مقدار قابل توجهی نیترات آمونیوم را از بلژیک به فرانسه، یونان، ایتالیا، اسپانیا و سوئیس منتقل کرده است. بنابر ادعای سیلز هرگاه جمهوری اسلامی ایران تشخیص دهد، حزب‌الله از این مواد برای حملات تروریستی خود استفاده خواهد کرد.

### انبار حاوی نیترات آمونیوم در آلمان
سازمان امنیت داخلی آلمان خبر داده است که حزب‌الله لبنان در ایالت بایرن یک انبار حاوی نیترات آمونیوم داشته که در سال ۲۰۱۶ محتویات آن از آلمان خارج شده است. این را وقتی نهادهای امنیتی آلمان متوجه شدند که مشغول تحقیق دربارهٔ فعالیت‌های حزب‌الله در این کشور بودند. محتویات این انبار «بسته‌های سرد» موسوم به Cold-Packs بوده که از جمله حاوی نیترات آمونیوم بوده‌اند.

### نیترات آمونیوم در لندن
در سال ۲۰۱۵ چهار عضو حزب‌الله درحالی‌که سه تن نیترات آمونیوم را در کیسه‌های آرد بسته‌بندی و پنهان کرده بودند، توسط سرویس‌های اطلاعاتی بریتانیا به کمک موساد دستگیر شدند. مردی ۴۰ساله که با حزب‌الله ارتباط داشت، در حومه‌های لندن نیترات آمونیوم را در بسته‌های یخ به عنوان عالی‌ترین پوشش انبار می‌کرده است.

## قاچاق قرص‌های مخدر آمفِتامین
رسانه‌های ایتالیایی گزارش داده‌اند که محموله ۱۵ تنی قرص‌های مخدر آمفِتامین که تیرماه ۱۳۹۹ کشف شد، متعلق به حزب‌الله لبنان است. ارزش این محموله که از سوریه ارسال شده بود، حدود یک میلیارد یورو برآورد شده است. این محموله شامل ۸۴ میلیون قرص روانگردان آمفتامین بود و دادستانی ناپل آن را به‌عنوان «بزرگ‌ترین عملیات» ضبط آمفتامین در جهان نام برده است. مقام‌های قضایی ایتالیا روز ۵ دی ۱۳۹۹ اعلام کردند که حزب‌الله لبنان مالک و انتقال‌دهنده ۱۵ تن آمفتامین قاچاق است و مبدأ ارسال آن لاذقیه سوریه است، این قرص‌ها در محموله‌های کاغذ و چرخ‌دنده‌های بزرگ صنعتی به صورتی کاملاً حرفه‌ای جاسازی شده بود.

## رابطه با ایران

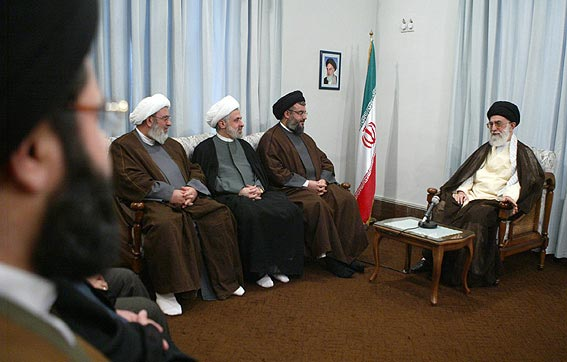
دیدار دبیرکل حزب‌الله سید حسن نصرالله و هیئت همراه با سید علی خامنه‌ای رهبر جمهوری اسلامی ایران در سال ۱۳۸۴

بنا بر گفته‌های محمدحسن اختری سفیر ایران در سوریه در سال‌های (۱۹۹۷–۱۹۹۴) و (۲۰۰۸–۲۰۰۵) ایران به حزب‌الله کمک‌های مالی و معنوی کرده است و سپاه پاسداران به آموزش نیروهای حزب‌الله می‌پرداخته است ولی او هرگونه شرکت مستقیم ایران را در درگیری‌های حزب‌الله رد می‌کند.
جمهوری اسلامی ایران ارتباط نزدیکی با جنبش حزب‌الله دارد و دولت و نهادهای حکومتی ایران، از جمله بنیاد شهید، حمایت‌های مالی قابل توجهی از این گروه و طرفداران و ساکنان مناطق تحت نفوذ آن به عمل می‌آورند.

در ۲۴ ژوئن ۲۰۱۶ سایت المنار متعلق به حزب‌الله لبنان خبر داد که حسن نصرالله در یک سخنرانی عمومی با اشاره به محدودیت‌های مالی علیه این گروه گفت: 
«این محدودیت‌ها تأثیری در وضعیت حزب‌الله ندارد چون تمام منابع مالی حزب‌الله نه از بانک‌ها بلکه از سوی ایران تأمین می‌شود.»
 همچنین گفت: 
«این پول‌ها همان‌طور به دست ما می‌رسد که موشک‌هایی که با آن اسرائیل را تهدید می‌کنیم.»
همچنین نصرالله در واکنشی دیگر در طی دی ماه سال ۱۳۹۶ پیش از خروج آمریکا از برجام و قبل از تشدید تحریم‌های بیشتر از علیه جمهوری اسلامی در واکنش به یک گزارش آمریکایی بر مبنای این که بخشی از درآمدهای حزب‌الله از طریق تجارت مواد مخدر تأمین می‌شود بار دیگر و با صراحت از تأمین مالی گروهش از سوی ایران سخن گفت و اینبار اظهار کرد:
«نان، آب، پول، اسلحه و موشک‌های ما همگی از ایران می‌رسد… و تا ایران پول دارد، حزب‌الله هم پول دارد.»
 پیشتر نیز از سوی مقامات آمریکایی پیش‌بینی می‌شد که درصورت وضع تحریم‌های سنگین علیه جمهوری اسلامی برروند حمایت از گروه‌های تحت حمایتش اثر می‌گذارد که افزایش درخواست‌های اعانه از سوی حزب‌الله لبنان گواهی براین استدلال قلم‌داد شد.
پیش از این، پیرو ماجرای توقیف طلا و ارز متعلق به ایران در ترکیه در سال ۱۳۸۷ و ۸۸، به ترتیب یک رسانه ایرانی-اتریشی و یک رسانه اسرائیلی تحلیلگر اخبار با اشاره به اخبار العربیه و اخبار غیررسمی از ارتباط آن ماجرا با حمایت جمهوری اسلامی از حزب‌الله لبنان و تأسیس یک بانک مشترک در ترکیه خبر داده بودند.
ناتان سیلز هماهنگ‌کننده وزارت خارجه آمریکا روز ۱۳ نوامبر ۲۰۱۸ اعلام کرد که حکومت ایران سالانه ۷۰۰ میلیون دلار هزینه حزب‌الله لبنان می‌کند. پیش از این نیز حسن نصرالله رهبر حزب‌الله به صورت علنی و در حضور سفیر ایران در لبنان اعلام کرده بود که:
«ما خیلی صریح می‌گوییم و شاید چنین چیزی در تمام جهان وجود نداشته باشد، که یک کسی بیاید به‌صورت علنی شفاف و صادقانه بگوید، در مقابل همه جهان بی پرده می‌گوییم، بودجه و هزینه و خرج و خورد و خوراک و سلاح و موشک‌های حزب‌الله از جمهوری اسلامی ایران می‌رسد. تا زمانی که ایران پول داشته باشد، یعنی ما پول داریم»
بر اساس خبر وال استریت ژورنال دیپلمات‌های ایرانی و دیگر افراد ده‌ها میلیون دلار پول نقد برای تأمین مالی بازسازی حزب‌الله به این گروه منتقل کرده‌اند.

### نقش حزب‌الله در گسترش نفوذ منطقه‌ای ایران
روزنامه واشینگتن پست در مقاله‌ای به نقل از رابرت فورد سفیر پیشین آمریکا در سوریه حزب‌الله لبنان را در حکم یک ناو هواپیما بر ایرانی در شرق مدیترانه می‌داند. اوباما نیز در دیدار با یک لابی یهودی در مرداد ۱۳۹۴ (خورشیدی) گفت: «اگر توافق هسته‌ای رد شود و ما به ایران حمله کنیم، حزب‌الله به سمت تل‌آویو موشک پرتاب می‌کند و اسرائیل متحمل فشار می‌شود. در تمامی سناریوها، اسرائیل متحمل فشارهای ناشی از حملات نظامی خواهند بود.»
در پی جنگ داخلی سوریه، حزب‌الله لبنان برای کمک به حکومت بشار اسد، رئیس‌جمهور هم‌پیمان ایران در سوریه، شمار زیادی جنگجو به سوریه فرستاد که تعداد آن‌ها در یکی از مقاطع زمانی به ۸ هزار نفر هم رسید. تلفات حزب‌الله لبنان در حمایت از اسد در سوریه حدود دو هزار کشته و چهار هزار مجروح برآورد می‌شود.

## تحریم‌ها
- ایالات متحده در ۸ اکتبر ۱۹۹۷ حزب‌الله را به عنوان یک سازمان تروریستی خارجی و در ۳۱ اکتبر ۲۰۰۱ به‌عنوان یک سازمان تروریست جهانی ویژه نامگذاری کرد و شورای همکاری خلیج فارس، حزب‌الله را در ۲ مارس ۲۰۱۶ به عنوان یک سازمان تروریستی معرفی کرد.[۱۸۸]
- روز پنجشنبه ۲۵ اکتبر۲۰۱۸ دونالد ترامپ رئیس‌جمهور آمریکا، لایحه تحریم جدیدی علیه گروه حزب‌الله امضاء کرد. حزب‌الله توسط ایران حمایت می‌شود و این لایحه در سالروز انفجاری که در سال ۱۹۸۳ در بیروت منجر به کشته شدن ۲۴۱ تفنگدار دریایی آمریکا شده بود امضاء شده است. این لایحه امکان گسترش تحریم در رابطه با کسانی که با حزب‌الله تجارت کنند را فراهم می‌کند.[۱۸۹]
- روز سه شنبه ۱۳ نوامبر ۲۰۱۸ وزارت امور خارجه آمریکا جواد نصرالله فرزند حسن نصرالله را در فهرست تروریسم جهانی قرار داد. جواد نصرالله یکی از رهبران حزب‌الله و فرمانده گردان المجاهدین است. براساس تحریم‌های جدید تمامی دارایی‌های پسر نصرالله مصادره شده و معامله با او و گردان المجاهدین ممنوع می‌باشد. علاوه بر او، محسن عبیدالزیدی، یوسف هاشم، عدنان حسین کوثرانی و محمد عبدالهادی فرحات را نیز در لیست تروریستی وارد کرده‌اند. عبیدالزیدی هماهنگ‌کننده بین حزب‌الله و سپاه پاسداران ایران و حامیانشان در عراق است که در قاچاق سوخت از ایران به سوریه شرکت داشته و فردی است که از جانب قاسم سلیمانی، فرمانده نیروی قدس سپاه پاسداران انقلاب اسلامی ایران، نیرو به سوریه اعزام می‌کند. سیگال ماندلکر، مدیر بخش تروریسم و اطلاعات وزارت خزانه‌داری ایالات متحده آمریکا اظهار داشت که حزب‌الله نماینده تروریستی حکومت ایران است که می‌کوشد حاکمیت را در عراق تضعیف و ثبات خاورمیانه را مختل کند.[۱۹۰][۱۹۱][۱۹۲][۱۹۳]
- روز دوشنبه ۲۲ آوریل ۲۰۱۹ وزارت‌خانه‌های خارجه و خزانه‌داری ایالات متحده آمریکا بر اساس بیانیه‌ای اعلام کردند که در ردیف «پاداش برای عدالت» برای دریافت اطلاعاتی دربارهٔ مراودات بانکی، نقل و انتقال پول و اموال و معاملات حزب‌الله در جهان، ۱۰ میلیون دلار جایزه در نظر گرفته‌اند و به کسانی که این اطلاعات را در اختیار آمریکا قرار دهند، داده خواهد شد. آمریکا خواهان دسترسی به ادهم حسین تباجا، محمد ابراهیم بزی و علی یوسف چراره به عنوان سه تن از مسئولان مالی حزب‌الله می‌باشد.[۱۹۴]
- روز ۲۱ ژانویه ۲۰۲۰ دفتر کنترل دارایی‌های خارجی وزارت خارجه آمریکا، شرکت پارک استراتجیز را به دلیل معامله با شرکت البرکات وابسته به حزب‌الله به پرداخت ۱۲ هزار و ۱۵۰ دلار جریمه کرد.[۱۹۵]
- روز ۲۶ فوریه ۲۰۲۰ استیون منوچین وزیر خزانه‌داری ایالات متحده آمریکا اعلام کرد که سه مقام رسمی لبنان و ۱۲ نهاد لبنان را که بخشی از بنیاد شهید و زیر مجموعه‌ای از شبکه حزب‌الله هستند در لیست تحریم‌های آمریکا قرار گرفتند.[۱۹۶]
- روز ۱۷ سپتامبر ۲۰۲۱ خزانه داری ایالات متحده طی بیانیه‌ای اعلام کرد کانالهای مالی مستقر در لبنان و کویت را که به گروه حزب‌الله لبنان کمک مالی می‌کنند و همچنین تسهیل‌کنندگان مالی و شرکتهای پوششی که این گروه و ایران را پشتیبانی می‌کنند، تحریم می‌کند. در بیانیه آمده است که "حزب‌الله" همچنان از بخش تجاری قانونی برای حمایت مالی و مادی استفاده می‌کند، که این گروه را قادر می‌سازد تا اقدامات تروریستی انجام دهد و نهادهای سیاسی لبنان را تضعیف کند".[۱۹۷]
- روز ۲۹ سپتامبر ۲۰۲۱ علیرضا حسن البنایی (علی البنایی)، علیرضا القصابی لاری (علی لاری) و عبدالمعلم بنایی (عبد المyید) به عنوان تروریست‌های جهانی ویژه (SDGT)) مطابق فرمان اجرایی (EO) ۱۳۲۲۴، اصلاح شده، به دلیل کمک مادی، حمایت، یا ارائه پشتیبانی مالی، مادی یا تکنولوژیکی، یا کالاها یا خدمات به یا در حمایت حزب‌الله، نامگذاری می‌شوند. علی البنایی و لاری از طرفداران قدیمی حزب‌الله هستند و از طریق سیستم مالی رسمی و پیام رسان‌های نقدی، ده‌ها میلیون دلار به‌طور مخفیانه به سازمان تروریستی ارسال کرده‌اند. هر دوی آنها در سفرهای خود به لبنان و ایران مرتباً با مقامات حزب‌الله ملاقات می‌کردند.[۱۸۸]
- همزمان با تحریم‌های جدید ایالات متحده آمریکا علیه حزب‌الله لبنان کشور کوزوو هفت بازرگان محلی و یک شرکت را به دلیل ارتباطات آنها با این حزب تحریم کرد.[۱۹۸]
- روز ۲۴ نوامبر ۲۰۲۱ استرالیا تمامیت حزب‌الله لبنان را در فهرست سازمان‌های تروریستی قرار داد، استرالیا از سال ۲۰۰۳ شاخه نظامی این حزب را در لیست سازمان‌های تروریستی برده بود. کارن اندرو وزیر کشور استرالیا گفت: «حزب‌الله، به تهدید به حملات تروریستی و حمایت از سازمان‌های تروریستی ادامه می‌دهد و بنابراین تهدیدی جدی برای استرالیا محسوب می‌شود.»[۱۹۹]
- روز جمعه ۲۱ ژانویه ۲۰۲۲ وزارت خزانه‌داری آمریکا اعلام کرد که ۳ فرد و ۱۰ شرکت عضو شبکه تأمین مالی حزب‌الله لبنان را به اتهام تلاش برای دور زدن تحریم‌ها در فهرست تحریم‌های خود قرار داده است.[۲۰۰]
- وزارت خزانه‌داری آمریکا اعلام کرد روز ۱ دسامبر ۲۰۲۲ ایالات متحده عادل محمد منصور که رهبری یک مؤسسه شبه مالی تحت مدیریت حزب‌الله را بر عهده داشت و حسن خلیل که برای تهیه سلاح از طرف حزب‌الله کار می‌کرد و همچنین دو شرکت الخبرا و حسابرسان را به دلیل ارائه خدمات مالی به حزب‌الله لبنان مورد تحریم قرار داده است.[۲۰۱]

## دستگیری
- روز ۱۸ نوامبر ۲۰۲۱ کویت ۱۸ مظنون به تأمین مالی حزب‌الله لبنان را بازداشت کرد. نظر به اینکه متهمان به عضویت در یک حزب ممنوعه، پول‌شویی و جاسوسی مظنون‌اند، دادستانی دستور داده است که بازداشت‌شدگان به مدت ۲۱ روز در زندان مرکزی نگهداری شوند.[۲۰۲]

## وضعیت مالی
- بنا به گزارش سرویسهای اطلاعاتی غرب، حکومت جمهوری اسلامی ایران سالانه بین ۲۰۰ تا ۳۰۰ میلیون دلار حزب‌الله را تنها به‌صورت نقد تأمین مالی می‌کند و برای آن زرادخانه سلاح و خدمات لجستیکی به قیمت بیش از ۷۰۰ میلیون دلار فراهم آورده است.[۲۰۳]
- حزب‌الله در سال ۲۰۱۹ اندک زمانی پس از اِعمال فشارهای شدید مالی و تحریمها علیه این گروه و حامی اصلی مالیش، جمهوری اسلامی ایران، که منجر به کاهش حمایت‌های مالی جمهوری اسلامی به این گروه شد،[۱۸۲]صندوقهای دریافت کمک مالی و صدقه را در خیابانهای محله‌های شیعه‌نشین نصب کرد. روی این صندوقها نوشته شده: «به حمایت همگانی نیاز داریم.» پیشتر در مغازه‌ها صندوقهای کمک به حزب‌الله دیده می‌شد. نصرالله نیز در یک سخنرانی از هوادارانش خواسته بود به این گروه پول بدهند تا بتواند فشار تحریمها را کم کند.[۲۰۴]
- مایک پومپئو در نشست آیپک گفت «تحریمها علیه ایران گروه‌های نیابتی جمهوری اسلامی را نیز به درد و رنج انداخته. این که حسن نصرالله کاسه گدایی به دست گرفته، خبر خوبی است.»[۲۰۵][۲۰۶]
- برایان هوک: «ما نشانه‌های این فشارها را می‌بینیم و شاهد هستیم که رهبر حزب‌الله از مردم می‌خواهد که پول به آنها صدقه بدهند. چنین رفتاری خود شاهد بارزی است و این همان تأثیری است که ما به دنبال آن هستیم. پولی که یک شبه‌نظامی حزب‌الله می‌گیرد خیلی بیشتر از حقوقی است که یک آتش‌نشان در ایران دریافت می‌کند.»[۲۰۷]

## تبادل اسرا میان اسرائیل و حزب‌الله در سال ۲۰۰۴
در ۲۹ ژانویه ۲۰۰۴ میلادی، به دنبال توافق مبادله اسیران میان حزب‌الله لبنان و اسرائیل، ۴۳۵ اسیر از ملیت‌های گوناگون عربی در مقابل یک سرهنگ باز نشسته اسرائیلی و اجساد چند سرباز اسرائیلی، آزاد شدند. این توافق با میانجگری آلمان صورت گرفت. در مراسم استقبال از اسیران آزاد شده، مقامات بلندپایه لبنان و جمعیت فراوانی حضور داشتند و استقبال با شکوهی از آنان انجام گرفت. آزادی اسیران از دست اسرائیل بازتاب وسیعی در محافل خبری جهان به ویژه در میان مسلمانان یافت.

## جنگ اسرائیل و حزب‌الله لبنان
جنگ اسرائیل و لبنان که در اسرائیل به جنگ دوم لبنان و در لبنان به جنگ ژوئیه معروف است، جنگی است که به مدت ۳۳ روز بین نیروهای دفاعی اسرائیل و حزب‌الله لبنان به وقوع پیوست و دامنه آن شمال اسرائیل و سراسر لبنان را دربرگرفت.
این جنگ با قطعنامه ۱۷۰۱ شورای امنیت سازمان ملل در تاریخ ۱۴ اوت ۲۰۰۶ پایان یافت. در مورد دلایل آغازگر جنگ و طول جنگ، هیچ‌کدام از طرفین نظر یکسانی نداشتند. اسرائیل زمان حمله به جنوب لبنان، اهداف خود را از این نبرد و آغاز درگیری با حزب‌الله موارد زیر عنوان کرد: ۱. آزادی گروگانهایی که توسط حزب‌الله ربوده شده بودند، ۲. جلوگیری از حملات راکتی حزب‌الله لبنان به عمق خاک اسرائیل، ۳. همچنین جلوگیری از نفوذ اعضای این گروه به داخل خاک اسرائیل و انجام عملیات‌های خرابکارانه.
هرچند اسرائیل به تمام اهداف که در ابتدای آغاز جنگ، عنوان کرده بود دست یافت، اما بسیاری از تحلیل گران حزب‌الله را پیروز این جنگ می‌دانند، زیرا اسرائیل موفق به دست یابی به هدف اصلی خود، که همان نابودی تشکیلات حزب‌الله بود نشد.
اسرائیل و حزب‌الله لبنان یک جنگ یک‌ماهه در سال ۲۰۰۶ داشتند که طی آن حدود ۱۱۹۰ لبنانی و ۱۶۳ اسرائیلی در این جنگ کشته شدند. این درگیری با وساطت سازمان ملل به آتش‌بس انجامید. این گروه پس از آن به فعالیت‌های سیاسی خود تحرک بیشتری داده و به کابینه و مجلس لبنان راه یافت.

### حملات اسرائیل به حزب‌الله لبنان
از زمان آغاز جنگ داخلی سوریه در سال۲۰۱۱، اسرائیل به‌طور مرتب حملاتی را در سوریه انجام می‌دهد، که بیشتر نیروهای ایران و حزب‌الله لبنان و نیروهای دولتی سوریه، را هدف قرار می‌دهد. شب جمعه ۳ سپتامبر ۲۰۲۱ یک ناظر جنگ سوریه گفت: اسراییل در طول شب با موشک به مواضع نظامی گروه‌های حامی ایران، در حومه برزه و جمرایا در نزدیکی دمشق پایتخت سوریه حمله کرد.

### فرماندهان کشته شده حزب‌الله
1. حسن نصرالله ۲۷ سپتامبر ۲۰۲۴[۲۱۴]
2. هاشم صفی‌الدین ۳ اکتبر ۲۰۲۴
3. علی عبدالمنعم کرکی ۲۷ سپتامبر ۲۰۲۴
4. نبیل قاووق ۲۹ سپتامبر ۲۰۲۴
5. محمد حسین سرور ۲۷ سپتامبر ۲۰۲۴
6. فؤاد شکر ۳۰ ژوئیه ۲۰۲۴
7. ابراهیم عقیل ۲۰ سپتامبر ۲۰۲۴